# Birstaverken
Saferoad Birsta tidigare Birstaverken är ett svenskt industriföretag i Birsta norr om Sundsvall. 
Företaget bildades 1961 av två bröder Larsson, av vilka den ene, Nils Larsson, var aktiv i företaget ända fram till sin död i en olycka vid 80 års ålder 2008. Nuvarande VD är sedan 2016 Peter Cederqvist.
Saferoad Birsta är ett verkstadsföretag med egen varmförzinkningsanläggning. De utvecklar, tillverkar och säljer väg- och broräcken samt rörupphängningar (enligt SSG-standard). Huvudkontoret ligger i Sundsbruk  utanför Sundsvall , där man också har egen produktion. Man har även lokala försäljningskontor i Arboga och Borås. Lager av färdiga produkter finns i Sundsvall och Borås.
Företaget omsatte 201 256 tkr under 2015 och har under åren 2013–2015 haft mellan 84 och 86 personer anställda.